# Абсорбция
 Тази статия е за физико-химичния процес.  За поглъщането на електромагнитни вълни вижте Абсорбция (електромагнетизъм).  
Абсорбция се нарича поглъщането на течност или газ от целия обем на твърдо тяло или течност (абсорбенти). Приложение: в химическата, нефтопреработвателната, коксовата промишленост и др.
Абсорбцията се прилага най-често с цел регенериране на даден компонент от газова смес, очистване или разделяне на газове. Пример е очистването на димни газове от серен диоксид или азотни оксиди. В този случай в абсорбента често е разтворен компонент, който се свързва химически с абсорбираните вещества (хемосорбция). Такъв компонент може да бъде калциев дихидроксид, който неутрализира киселинните оксиди и дава калциев сулфит, нитрит и нитрат.
Между газа, който се очиства, и абсорбента трябва да се установи добър фазов контакт в апарати, наречени най-общо абсорбери. Компонентът, който се абсорбира, трябва да е добре разтворим в абсорбента (или поне по-добре разтворим от останалите компоненти на газовата смес). Равновесието между газовата и течната фаза се описва приблизително със закона на Хенри:
{\displaystyle p_{i}=H_{i}*x_{i}}
при равновесие парциалното налягане pi на компонента i в газовата фаза е пропорционално на молната част xi в течността/разтвора. Hi се нарича константа на Хенри. Колкото по-малка е стойността ѝ, толкова по-добре се разтваря компонентът в течността. Законът на Хенри важи само за много разредени разтвори (xi→0). Разтворимостта на газовете в течности обикновено се намалява с температурата и се увеличава с налягането. Абсорбцията се улеснява следователно от по-ниски температури и по-високи налягания (пример: CO2 разтворен в ко̀ла). Разтварянето на газове в течности е съпроводено с отделяне на топлина (топлина на абсорбция), което в някои случаи може да доведе до повишаване на температурата на абсорбента. Това налага да се предвидят начини за охлаждане на течността.
Абсорбцията намира приложение още и в абсорбционните хладилници.